# Sigrid Göransson
Sigrid Maria Göransson, född 23 februari 1872 i Högbo socken, död 10 oktober 1963, var en svensk filantrop. Hon var dotter till industrimannen Anders Henrik Göransson.
Sigrid Göransson var socialt verksam på skilda områden, inspektris för Sandvikens järnverks sociala inrättningar från 1907, ledamot av Svenska kyrkans diakonistyrelses sociala utskott, ärkestiftets stiftsråd och blev 1931 medlem av sociala rådet för arbetarskydd och arbetsfrågor.
Hon tilldelades Illis Quorum 1914.